# Alceste Arcangeli
Alceste Arcangeli (8 september 1880, Pisa – 28 april 1965, Turijn) was een Italiaanse zoöloog en bioloog.

## Biografie
Alceste Arcangeli werd in 1880 in Pisa geboren als zoon van Giovanni Arcangeli, hoogleraar plantkunde. Hij studeerde af in Pisa in biologische wetenschappen.
In 1923 werd hij hoogleraar zoölogie aan de Universiteit van Sassari, en in 1926 aan de Universiteit van Bari, de stad waar hij prefect van de botanische tuin was.
In 1930 werd hij hoofd van de afdeling zoölogie aan de Universiteit van Turijn, waar hij zou blijven tot zijn dood.
Op 5 mei 1937 werd hij lid van de Academie van Wetenschappen in Turijn.
Alceste Arcangeli was een van de pioniers van modern onderzoek naar de bepaling van seks en seksuele variabiliteit bij hermafrodieten. Hij werd ook wereldwijd erkend als specialist in isopode schaaldieren.
Hij stierf in Turijn op 28 april 1965.

## Werken
- Il ciprino dorato (De gouden ciprino) - Morfologie, biologie, rassen, oorsprong, fokken, kleuren, afwijkingen, ziekten en vijanden - 1926, eerste en enige editie
- Dai rettili all'ameba (Van reptielen tot amoebe) - Milaan, 1915
- Contributo alla conoscenza degli isopodi della Catalogna (Bijdrage aan de kennis van de isopoden van Catalonië) - Barcelona, 1924
- Contributo alla conoscenza della fauna isopodologica delle terre circostanti all'alto Adriatico (Bijdrage aan de kennis van de isopodologische fauna van de landen rond de Boven-Adriatische Zee) - 1926
- Gli isopodi terrestri dell'estuario veneto (De terrestrische isopoden van de monding van de Veneto) - Vol. 18, 1950-52

- International Standard Name Identifier: 0000 0000 2390 9971
- Nederlandse Thesaurus van Auteursnamen: 131771299
- Istituto Centrale per il Catalogo Unico: RAVV063561
- Système universitaire de documentation: 23263694X
- Virtual International Authority File: 317280607